# Ascensión (nombre)
Ascensión es un nombre propio ambiguo de origen latino en su variante en español. Su significado es "ascenso, elevación". El nombre proviene de la ascensión de Jesucristo, expresión que procede de las primeras comunidades cristianas para hacer referencia a la glorificación que según la Biblia recibió Jesús de Nazaret tras su muerte, de manos de Dios Padre.

## Variantes
| Variantes en otras lenguas | Variantes en otras lenguas |
| -------------------------- | -------------------------- |
| Español                    | Ascensión                  |
| Catalán                    | Ascensió                   |
| Euskera                    | Igone                      |
| Francés                    | Ascension                  |
| Gallego                    | Ascensión                  |
| Inglés                     | Ascension                  |
| Italiano                   | Ascensione                 |
| Latín                      | Ascensio                   |
| Portugués                  | Ascensão                   |

## Personajes célebres
- Ascensión Esquivel Ibarra, presidente de Costa Rica entre 1902 y 1906.

Ascensión C. : Documentadora